# テルニーウカ (ドニプロペトローウシク州)
テルニーウカ（ウクライナ語: Тернівка）はウクライナのドニプロペトローウシク州テルニーウカ地区にある都市。ヴェレィーカ・テルニーウカ川、サマーラ川の河岸に位置する。都市の高さは海抜111 mである。面積は18 km²。人口は26,961人 (2022年1月1日)。
テルニーウカは1775年に創建された。1976年に市制施行された。
市内ではボフスラーウシキー駅がある。首都キエフまでの直線距離は450 km、車道で549 kmとなっている。州庁所在地までの直線距離は79 km、鉄道で80 km、車道で95.7 kmとなっている。テルニーウカの日は、9月の第三日曜日となっている。